# Capitani coraggiosi - Il live
Capitani coraggiosi - Il live è un doppio album dal vivo dei cantanti italiani Claudio Baglioni e Gianni Morandi, pubblicato il 5 febbraio 2016 dalla Sony Music.

## Descrizione
Le registrazioni sono tratte dalla serie di 10 concerti realizzati al Centrale del Foro Italico a Roma dai due cantanti nel mese di settembre 2015.
Del disco esiste anche una versione deluxe, con un terzo disco contenente prove in studio e brani non realizzati dal vivo, e una versione in vinile con cinque dischi.

## Tracce
CD 1
1. Capitani coraggiosi (Claudio Baglioni)
2. Io sono qui (Claudio Baglioni)
3. Scende la pioggia (Franco Migliacci, John Barbata, Al Nichol, Howard Kaylan, Jim Pons)
4. E tu come stai (Claudio Baglioni)
5. Se perdo anche te (Neil Diamond, Franco Migliacci, Loris Bazzocchi)
6. Grazie perché (Bob Seger, Sergio Bardotti, Nini Maria Giacomelli)
7. Con tutto l'amore che posso (Claudio Baglioni, Antonio Coggio)
8. E adesso la pubblicità (Claudio Baglioni)
9. Banane e lamponi (Maurizio Minardi, Pier Francesco Campi)
10. Canzoni stonate (Mogol, Aldo Donati)
11. Sabato pomeriggio (Claudio Baglioni, Antonio Coggio)
12. Se non avessi più te (Franco Migliacci, Bruno Zambrini, Luis Enriquez Bacalov)
13. Io me ne andrei (Claudio Baglioni, Antonio Coggio)
14. Canzoniere
  - La fisarmonica (Franco Migliacci, Bruno Zambrini, Luis Enriquez Bacalov)
  - Solo (Claudio Baglioni)
  - Chimera (Franco Migliacci, Bruno Zambrini)
  - Amore bello (Claudio Baglioni, Antonio Coggio)
  - In ginocchio da te (Franco Migliacci, Bruno Zambrini)
15. Questo piccolo grande amore (Claudio Baglioni, Antonio Coggio)
16. Con voi (Claudio Baglioni)
17. Vita (Mogol, Mario Lavezzi)
18. Strada facendo (Claudio Baglioni)

CD 2
1. C'era un ragazzo che come me amava i Beatles e i Rolling Stones (Franco Migliacci, Mauro Lusini)
2. Occhi di ragazza (Sergio Bardotti, Gianfranco Baldazzi, Armando Franceschini, Lucio Dalla)
3. Dagli il via (Claudio Baglioni)
4. Varietà (Mogol, Mario Lavezzi)
5. Poster (Claudio Baglioni, Antonio Coggio)
6. In amore (Duchesca, Bruno Zambrini)
7. Solo insieme saremo felici (Saverio Grandi, Emiliano Cecere)
8. Un mondo d'amore (Franco Migliacci, Bruno Zambrini, Sante Romitelli)
9. Noi no (Claudio Baglioni)
10. Non son degno di te (Franco Migliacci, Bruno Zambrini)
11. Avrai (Claudio Baglioni)
12. E tu (Claudio Baglioni, Antonio Coggio)
13. Bella signora (Lucio Dalla, Mauro Malavasi)
14. Via (Claudio Baglioni)
15. Mille giorni di te e di me (Claudio Baglioni)
16. Uno su mille (Franco Migliacci, Roberto Fia)
17. La vita è adesso (Claudio Baglioni)
18. Capitani coraggiosi - strumentale (Claudio Baglioni)

CD 3
1. Zibaldone
  - Signora Lia (Claudio Baglioni, Carlo Scartocci)
  - Andavo a 100 all'ora (Camucia, Toni Dori, Mario Cantini)
  - W l'Inghilterra (Claudio Baglioni, Antonio Coggio)
  - Fatti mandare dalla mamma a prendere il latte (Franco Migliacci, Luis Enriquez Bacalov)
  - Porta Portese (Claudio Baglioni, Antonio Coggio)
  - Se puoi uscire una domenica sola con me (Giancarlo Guardabassi, Bruno Zambrini)
2. La mia nemica amatissima (Mogol, Gianni Morandi, Rosario Bella)
3. I vecchi (Claudio Baglioni)
4. Il mondo cambierà (Franco Migliacci, Bruno Zambrini)
5. Un po' di più (Claudio Baglioni)
6. Al bar si muore (Franco Migliacci, Claudio Mattone)
7. Quanto ti voglio (Claudio Baglioni, Antonio Coggio)
8. L'amore ci cambia la vita (Laurex, Raffaello Di Pietro)
9. Buona fortuna (Claudio Baglioni)
10. Dov'è dov'è (Claudio Baglioni)
11. Si può dare di più (Giancarlo Bigazzi, Umberto Tozzi, Raf)

## Formazione
- Claudio Baglioni – voce, pianoforte e chitarra acustica
- Gianni Morandi – voce, chitarra acustica e contrabbasso
- Paolo Gianolio – chitarra elettrica ed acustica, cori, percussioni
- Aidan Zammit – tastiera e pianoforte, chitarra acustica, programmazione, armonica, cori
- Frankie Lovecchio – gong, cori
- Luca Trolli – batteria
- Elio Rivagli, Stefano Pisetta – batteria e percussioni
- Marco Rinalduzzi – chitarra acustica ed elettrica, programmazione, pianoforte, cori, basso
- Roberto Pagani – pianoforte, tastiera, fisarmonica e cori
- Mario Guarini – basso
- Pio Spiriti – tastiera, violino e cori
- Mervit Nesnas, Miwa Shiozaki – violino
- Rosarita Jani Panebianco – viola
- Benedetta Chiari – violoncello
- Giancarlo Ciminelli – tromba e flicorno
- Ambrogio Frigerio – trombone
- Franco Marinacci – sassofono tenore e baritono
- Carlo Micheli – sassofono contralto e soprano, flauto
- Claudia Arvati, Rossella Ruini, Riccardo Rinaudo, Serena Bagozzi, Serena Caporale – cori

## Classifiche
| Classifica (2016) | Posizione massima |
| ----------------- | ----------------- |
| Italia            | 1                 |